# Герб Бистрика
Герб Би́стрика — офіційний символ села Бистрика Бердичівського району Житомирської області), затверджений сесією сільської ради.

## Опис
На зеленому полі срібний перекинутий вилоподібний хрест. На першій частині золота шабля у стовп вістрям догори, на другій — золотий серп у стовп вістрям догори, у третій — золоте понижене вістря. Щит розміщений на золотому картуші, верхня половина якого еклектична, а нижня утворена з колосків, унизу якого на золотій стрічці чорними літерами — «Бистрик», під стрічкою чорними цифрами — 1593. Щит увінчаний золотою сільською короною.
Автор — В. Сватула.